# Iłowa
Iłowa (německy Halbau, hornolužickosrbsky Jiłwa) je město v Polsku v Lubušském vojvodství v okrese Zaháň. Je centrem stejnojmenné městsko-vesnické gminy. V roce 2021 zde žilo 3 805 obyvatel.

## Partnerská města
- Rietschen, Německo
- Wachau, Německo